# Сан Николо'Ђереи (Каљари)
Сан Николо'Ђереи је насеље у Италији у округу Каљари, региону Сардинија.
Према процени из 2011. у насељу је живело 828 становника. Насеље се налази на надморској висини од 383 м.